# Carolina Monarchs
Carolina Monarchs byl profesionální americký klub ledního hokeje, který sídlil v Greensboro v Severní Karolíně. Své domácí zápasy hráli v tamní aréně Greensboro Coliseum. Klub hrál v soutěži dvě sezony, poté byl přestěhován do New Haven, Connecticut a změnil název na Beast of New Haven.
V roce 1995 vznikl hokejový klub Carolina Monarchs, který byl nasazen do soutěže American Hockey League. Během dvou let strávené v lize nepostoupil do playoff. Na jaře 1997 oznámil klub Hartford Whalers v NHL, přestěhování do stadionu Greensboro Coliseum na dvě sezóny a přejmenování klubu na Carolina Hurricanes. Tým NHL koupil Monarchs a následně byl přesunut do New Haven, Connecticut, tým hrál pod názvem Beast of New Haven.

## Souvislé týmy
- Carolina Thunderbirds (ACHL, AAHL, ECHL) (1981–1992)
- Greensboro Monarchs (ECHL) (1989–1995)
- Greensboro Generals (ECHL) (1999–2004)
- Carolina Hurricanes (NHL) (1997–dnes)

## Výsledky

### Základní část
Zdroj: 
| Sezona  | Zápasy | Výhry | Prohry | Prohry(pr.) | Prohry(s.n.) | Body | Góly vstřelené | Góly inkasované | Umístění v divizi    | Play off                   |
| ------- | ------ | ----- | ------ | ----------- | ------------ | ---- | -------------- | --------------- | -------------------- | -------------------------- |
| 1995–96 | 80     | 28    | 38     | 11          | 3            | 70   | 313            | 343             | 4. Jižní divize      | mužstvo se nekvalifikovalo |
| 1996–97 | 80     | 28    | 43     | 4           | 5            | 65   | 273            | 303             | 5. Atlantická divize | mužstvo se nekvalifikovalo |

## Klubové rekordy

### Za sezonu
Góly: 68, Brad Smyth (1995/96)
Asistence: 71, Brett Harkins (1995/96)
Body: 126, Brad Smyth (1995/96)
Trestné minuty: 288, Trevor Doyle (1996/97)

### Celkové
Góly: 84, Gilbert Dionne
Asistence: 105, Gilbert Dionne
Body: 189, Gilbert Dionne
Trestné minuty: 405, Trevor Doyle
Odehrané zápasy: 144, Chris Armstrong